# Rafael Coronel
Rafael Coronel Arroyo (Zacatecas, 24 de octubre de 1932-Cuernavaca, 7 de mayo de 2019), conocido como Rafael Coronel, fue un artista y pintor mexicano.

## Biografía

### Primeros años
Hermano menor de Pedro Coronel, Rafael Coronel sintió inclinaciones artísticas desde muy joven. Estudió en la Escuela Nacional de Pintura y Escultura La Esmeralda y pronto desarrolló un lenguaje artístico muy singular. Su pintura acude a temas populares, sin embargo no podría decirse de ningún modo que sus tratamientos y soluciones sean producto de lo espontáneo o lo gratuito.
La vocación de pintor fue algo que Rafael traía de familia. Su abuelo decoraba iglesias, dibujaba las guirnaldas que adornaban las paredes. Cuando su padre le platicó que Pedro, su hermano, estaba estudiando pintura en México se le hizo una de las mayores pérdidas de tiempo y una gran tontería que había pasado en su familia. En aquel tiempo los pintores jóvenes no comían de la pintura; ni los viejos, que además de pintar, tenían que dar clases en las academias. De 1947 a 1949 –cursó la educación preparatoria en el Instituto de Ciencias de Zacatecas, conocido actualmente como la preparatoria número uno de la Universidad Autónoma de Zacatecas.

### Juventud
Rafael Coronel ya no era el adolescente que soñaba con ser futbolista, a pesar de que siempre le gustó dibujar. "Creía que el arte no daba para comer, pensaba que la pintura se hacía como complemento de cualquier otra profesión, no tenía ni idea de que existían pintores profesionales".
Cuando Rafael fue a la Ciudad de México quería ser futbolista en el equipo América. Pero a su padre le prometió que estudiaría contaduría. Al llegar al Distrito Federal, se entusiasmó por la arquitectura. En 1952 ganó un concurso de pintura que organizó el Instituto Nacional de la Juventud Mexicana. Era un cuadro que hizo con crayolas de cera sobre cartón (La mujer de Jerez), porque no tenía dinero para comprar óleos y telas. De esa forma ganó una beca anual de trescientos pesos al mes, con los cuales podía sobrevivir y dedicarse a pintar. "Traicioné a mi padre, pero le hice un bien a la patria." dijo Rafael. Fue la primera vez que expuso en el Museo del Palacio de Bellas Artes. El requisito para que la beca fuera efectiva tenía que estudiar pintura en alguna escuela, así se inscribió en La Esmeralda, de donde lo expulsaron dos meses después porque no hacía lo que los maestros querían. Un día, el pintor Carlos Mérida le recomendó con Inés Amor, la dueña de la Galería Arte Mexicano (GAM), que entonces era la que manejaba a los grandes artistas como Rufino Tamayo, Gunther Gerzso, Diego Rivera. "Antes de entrar con Inés solo había vendido dos cuadros, a un amigo de su hermano Pedro y otro a un tío que me lo compró en abonos. Desde que llegué a la GAM, agarré ritmo."
Hizo estudios en la Escuela Nacional de Arquitectura, en la Ciudad de México, y luego pasó a cursar estudios en la academia High American School. A partir de 1956 ha presentado exposiciones de su obra en México, Estados Unidos, Japón, Puerto Rico y Brasil.  

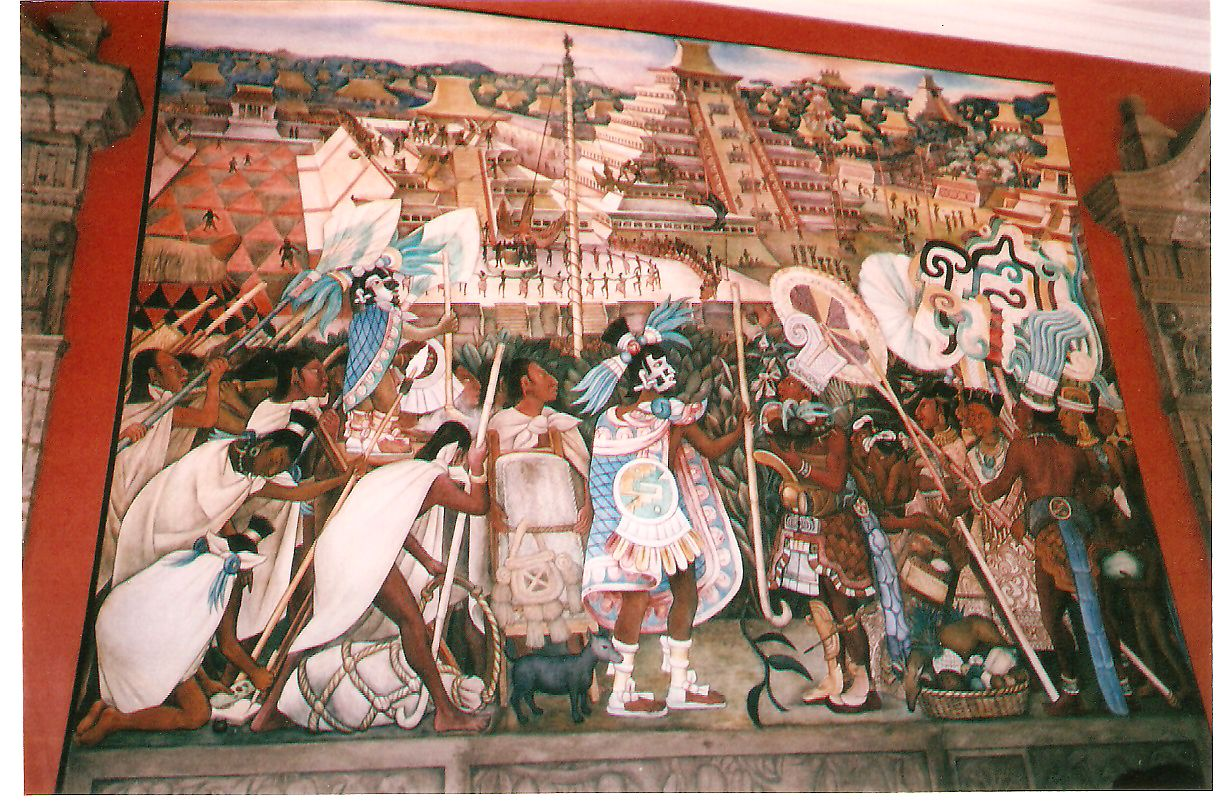
Mural de Diego Rivera

La intención del artista zacatecano en aquella época "dominada por el boom del muralismo", era "mostrar el ser humano latinoamericano sin ponerle adornos como Diego Rivera, que le ponía alcatraces, o David Alfaro Siqueiros banderas, y José Clemente Orozco llamas. Cuando se deja la pintura sola es cuando se llega al énfasis humano más alto, a la representación más pura del hombre, como los retratos de Rembrandt, que no tienen más que luz y un poco de sombra", recuerda el creador. 
Coronel es un hombre solitario. En 1969 murió su esposa Ruth, hija de Diego Rivera y Lupe Marín, y madre de su único hijo, Juan. Ha tenido "una que otra novia", con la que a veces se va "de vago por el mundo, pues con frecuencia me sucede que me pongo a aullar como hombre lobo por no saber qué pintar. Viajar refresca mi visión acerca de México y renueva el instinto impulsivo que me hace estar frente al lienzo, como en un confesionario, con mi pincelito, dale y dale".
Sus amigos son pocos, ya no hace esas fiestas semanales a las que, en los años sesenta, asistía "medio México, todos los intelectuales de la ciudad, desde mis amigos pintores como Francisco Corzas, Arnaldo Cohen y Salvador Elizondo, a Paulina Lavista, o Alejandro Jodorowski, o Emilio El Tigre Azcárraga, que siempre me trató como rey. Eran borracheras de dos o tres días, pero por lo regular, muy interesantes. Las hacíamos en el estudio de Diego Rivera —que para ese entonces ya había muerto— en la colonia Altavista".[cita requerida]

### Edad adulta
Rafael Coronel trabajó durante veinte años en el taller de su suegro, dice que ahí realizó las mayores producciones plásticas que ha logrado. Desde 1981 vive en la ciudad de Cuernavaca, en una casa rodeada por una barda llena de gráfitis que parece resguardar un terreno abandonado.
Con motivo de sus 80 años en septiembre del 2011 se inauguró en Bellas Artes “Retrofutura”, una muestra de 109 obras de las que Rafael creó 18 ese mismo año. Estas obras rompen con trabajos anteriores de Coronel, porque “dentro de la misma figuración, hay unos personajes decrépitos. Lo interesante es que pone el foco en el final de la vida de las mujeres y los hombres, en la vejez; es diferente porque nos tenía acostumbrados a ver la vejez redimida; en estos cuadros, la vejez se presenta como la decadencia, nunca había explorado esa parte”, según Juan Coronel Rivera, el hijo del artista.
En 2011 se realizaron diferentes eventos para conmemorar el ochenta aniversario de su nacimiento en todo el país. En el Estado de Zacatecas, de donde es originario se han realizado diferentes exposiciones y eventos culturales.
Se distinguen dos etapas en su obra: la primera figurativa, hasta 1960, y la segunda (a partir de 1970) abstracta, caracterizada por un estupendo manejo del color y la luz. Su plástica reproduce motivos prehispánicos. Sus pinturas tienen una sobriedad melancólica, e incluyen caras de los "últimos grandes amos", flotando a menudo en una calina difusa. Existe obra suya tanto en museos de México como en el extranjero.[cita requerida]

## Museo "Rafael Coronel"

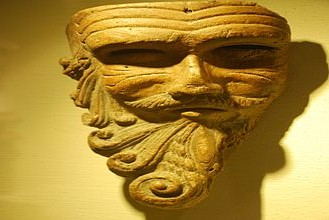
Máscara en el museo Rafael Coronel, Zacatecas.

El convento de San Francisco fue el primero que se fundó en la provincia de Zacatecas en 1593. El 7 de diciembre de 1648 se incendió el templo, y el 10 de marzo de 1649 se inició la reconstrucción.
Fray José de Arlegui nos dice que para 1736, se fabricó una iglesia de bóveda corrida con su cimborrio primoroso, de setenta varas de longitud, catorce de latitud, con las demás proporciones que pide el arte y una portada de cantería, tan hermosamente labrada que era una de las mejores de la Nueva España, debiéndose la perfección en que se halla, al esmero vigilante y gran trabajo con que se aplicó a solicitar limosnas a los bienhechores, y asistir personalmente más de cinco años a la ora el R.P. Fr. Antonio de Mendiguitia, padre exministro provincial más antiguo de la Provincia.  
En el siglo XIX el inmueble perteneció al general Trinidad García de la Cadena; luego les fue restituido a los franciscanos quienes se dieron a la tarea de reparar las bóvedas y el frontispicio. 
Don Federico Sescosse nos dice: “algún tiempo después, el coceo de las bóvedas principió a hacer que los muros perdieran su aplomo y se le comenzaron a poner contrafuertes que, por no estar contrapesados debidamente, no surtieron efecto; por los años de 1925 a 1927 la ruina se hizo inminente, se suspendió el culto y se produjo el derrumbe". Las obras de restauración se iniciaron en 1966. 
En sus salas resguarda un acervo de más de dieciséis mil piezas entre máscaras, dibujos, ollas, terracotas, objetos prehispánicos, títeres, exvotos, cuadros, artesanías, instrumentos musicales y muebles coloniales. Su colección de máscaras es considerada como la más grande del mundo. Posee también una colección de obras de Diego Rivera, entre las que se encuentra el estudio del autorretrato de Diego niño para el mural Sueño de una tarde dominical en la Alameda Central, obra que se exhibe permanentemente en el Museo Mural Diego Rivera, en la Ciudad de México.[cita requerida]
En el museo se muestra una exposición que contiene máscaras  donadas por el propio artista con temas como: el diablo, la cuaresma, la pascua, Semana Santa, el viejo de la danza, la danza del venado, animales, etcétera. Estas máscaras son obras del artista. Sin embargo, la mayoría de las exposiciones mostradas en el museo muestran las colecciones que él tenía, como lo es la sala de la olla, en donde numerosas figuras prehispánicas son mostradas en una variada exposición. En la sala "Las tandas de Rosete Aranda" se exhiben una colección de títeres del siglo XIX y principios del siglo XX.[cita requerida]

## Currículum

### Obras
Presentó un gran número de exposiciones individuales en galerías e
importantes museos internacionales; entre muchos otros, expuso en:
- Bienal de San Paulo, Brasil
- Castello Sforsesco en Milán, Italia
- Museo real de Arte de Bruselas, Bélgica
- The Contemporaries, en Nueva York, EUA
- The Museum of Modern Art en Nueva York, EUA
- Palacio Nacional de Bellas Artes en México, Mex.
- Museo de Arte Moderno, México, Mex.

### Críticas
Sobre su obra han escrito críticos de arte, escritores y periodistas de reconocido prestigio.
- Salvador Elizondo
- Carlos Monsiváis
- Fernando Gamboa
- Fernando Benítez
- Luis Cardoza y Aragón
- Agustín Arteaga
- Luis Carlos Emerich
- Juan Coronel Rivera
- Josephine Siller
- Sergio Pitol
- Ramon Xirau
- Rafael Tovar y de Teresa
- Socorro Díaz

### Premios
Asimismo, ha recibido importantes condecoraciones y reconocimientos 
por su labor creativa a nivel internacional. Entre ellos:
- 1952 Premio de Artes Plásticas del Instituto Nacional de la Juventud Mexicana
- 1965 VIII Bienal de São Paulo, Brasil, en la que obtiene el Premio Córdoba al Mejor Pintor Joven Latinoamericano
- 1974 Japón: I Bienal Internacional de Pintura Figurativa en Tokio y Osaka.
- 1978, junto con su hermano Pedro Coronel, es declarado Hijo Predilecto por el gobierno del estado y la Universidad Autónoma de Zacatecas.

### Juventud
1937 - Realiza los primeros dibujos.
1944 - Dibuja regularmente y de esta fecha data su primer autorretrato.
1951 - Entra al concurso Nacional de la Juventud Mexicana en la rama de Artes plásticas.
1952 - 20 de julio. Recibe uno de los premios del Concurso de Artes Plásticas realizado por el Instituto Nacional de la Juventud Mexicana, que dirigía Mariano Ramírez Vázquez. El premio consto de un diploma y una beca anual de trescientos pesos mensuales. Se entregaron veinte premios; otro de los incentivos se le otorgó a Roberto Doniz.El cuadro que presentó Rafael Coronel fue Mujer de Jerez, sin fecha, cera sobre cartón, de 55 X 54 centímetros. Fue expuesto en la Galería José Clemente Orozco (avenida Peralvillo 55), dependencia del INBA, el jurado estuvo integrado por Carlos Orozco Romero, Ricardo Martínez y Jorge Juan Crespo de la Serna. Como requisito para que le fuera otorgada la beca, tenía que matricularse en la Escuela de pintura y Escultura la Esmeralda. Tomó como profesor a Carlos Orozco Romero.
1953 - Participa en dos exposiciones colectivas, una en la galería de la Biblioteca Cervantes, Adjunta a la Esmeralda y otra en la Galería Excelsior. Por desavenencias con esta última, un año después abandona las clases de dibujo; sin embargo, continua asistiendo con frecuencia a la Esmeralda. Aquí nace su amistad con Francisco Corzas.
1954 - Por una recomendación del pintor guatemalteco Carlos Mérida, Rafael Coronel conoce a Inés Amor e ingresa a la Galería de Arte Mexicano. Abandona La Esmeralda. Este fue el último año que vivió con su hermana Esperanza en Santa Julia. 
955	Abril, Bajo la dirección de Elvira Gandará se inaugura la Galería Nuevas Generaciones, dependencia del INBA. En la exposición inaugural participa Rafael Coronel con los cuadros titulados Figura de Payaso y A la intemperie.
1956 - mayo. Realiza su primera exposición individual en la Galería de Arte Mexicano.
1957 - Para estas fechas, Inés Amor lo toma como pintor exclusivo. Pinta La perra negra y Cabeza de muchacho.
1958 - 29 de octubre. Monta su segunda exposición individual en el Salón de la Plástica Mexicana, que dirigía Gabriela Orozco. Exhibe 80 mixtas sobre cartulina, entre ellas Garza cruz, Pez blanco, El ciego y La rata en el queso; esta última fue adquirida por Luis Corzas y Aragón. Junio-Julio participa en la exposición colectiva Arte de hoy en la galería de Arte Mexicano. Participa en la II Bienal de Arte en México con la Rata en el Basurero.
1959 - 5 de junio. Realiza su primera exposición individual en el Palacio de Bellas Artes; titula Muestra "retratos" La exposición fue montada en la Sala Verde (hoy sala Diego Rivera), en aquel entonces sede del Museo de Arte Moderno. Comienzan a salir juntos Rafael Coronel y Ruth Rivera Marín. Expone en The Forsythe Gallery, Ann Arbor, Míchigan, EUA.
1960 - 30 de junio-26 de julio. Participa en la exposición "artistas de la nueva ola" en la Galería CDI. Con la obra Sábado Nocturno. Septiembre es integrante de la muestra colectiva "Exposición Retrospectiva" de la Pintura Mexicana" en el museo de la ciudad Universitaria. Esta exhibición fue presentada con motivo de la III conferencia General de la Asociación Internacional de Universidades. Exhibe Carnaval y Azul de la mancha. 13 -22 de octubre. Realiza una exposición individual en la Galería de Arte Mexicano llamada "Doscientos estudios para una pequeña zoología". 24 de noviembre. Se casan por lo civil y son testigos Guillermo Arraiga y su entonces esposa Graciela, Inés Amor, Ignacio García Zauza, quien estaba casado con la pintora y modelo Julia López, y Horacio Flores - Sánchez. 5 de diciembre de 1960-5 de enero de 1961. Participa en la exposición-venta del salón de la Plástica Mexicana, con el cuadro Cabeza de caballo.

### Madurez
1967- 9 de enero. Expone en The Gallery of Modern Art, Phoenix, Arizona, EUA. Entre otras obras exhibe a Mi abuela. Colabora en la exposición denominada "kalikosmia", en donde presenta unas esculturas objetos abstractas hechas en plástico. La muestra fue montada en el Museo de Arte Moderno de México. 
1968 -12 de febrero - 2 de marzo. Expone en la Galería de Arte Mexicano "Rafael Coronel 20 óleos y 100 dibujos del viaje número 13". Exhibición auspiciada por el comité organizador de los juegos de la XIX Olimpiada México 68, Programa Cultural de la XIX Olimpiada. Expuso entre otros cuadros Retrato Familiar y los hermanos, y dentro de los dibujos Desnudo de niña y Hombre de espaldas. Julio. "Rafael Coronel Óleos". Exhibición en la Galería de Arte Mexicano 9 al 30 de septiembre. Expone "Oleos de Rafael Coronel" en la Galería de Arte Mexicano. Octubre. Programa cultural de la XIX Olimpiada. Exposición colectiva en la Galería de Arte Mexicano. Participó con la tela La Bendición. 4 de octubre. El instituto Cultural Mexicano-Israelí le otorga un diploma de constancia De que se plantaron 10 árboles en Israel a su nombre.
1969 -8 de septiembre. Recibe de manos del gobernador de Zacatecas, Ruiz González, él "Racimo de Oro" otorgado por la Compañía Vitivinícola del Vergel, S.A. por su mérito Como artista Zacatecano. 27 de octubre.
1970 -13 de noviembre - 9 de diciembre. Expone en el Museo de la Universidad de Puerto Rico, "Botero, Coronel, Rodon". Entre otras telas expone advenimiento, Aplazamiento, y clarividente.
1972 -24 de abril - 20 de mayo. Expone en la Galería de Arte Mexicano "Rafael Coronel 45 nuevas pinturas". 10-26 de septiembre. Expone en el Ex templo de San Agustín en Zacatecas en la muestra colectiva "5 pintores Zacatecanos" (Pedro Coronel, Manuel Felguerez, Rafael Coronel, Francisco de Santiago, José de Santiago).
1973- 9 de mayo - 15 de julio. Exposición en la Sala Nacional del Palacio de Bellas Artes:"DF. Crónica Humana. 60 pinturas de Rafael Coronel", entre otros, expone La rata en el queso 2, Madrugada en la Merced 1, Santa Martha Acatitla: Lourdes; la rata verde, la rata en la mostaza y Tacubaya: la muerte de la libélula.
1974- 15 de febrero. Exposición en The B. Lewin Galleries, Beverly Hills, California, EUA: "Rafael Coronel major exhibition". 15 de marzo. Recibe la invitación para participar en la I Bienal Internacional de Pintura Figurativa " La nueva imagen de la pintura" en Japón (Tokio y Osaka), a celebrarse en los meses de septiembre y octubre del mismo año. Julio. Exposición de "Dibujos de Rafael Coronel" en la Galería de Arte Mexicano. Septiembre. Envía a la Bienal de Tokio Tacubaya: la muerte de la libélula, 1973, acrílico sobre tela, 1.50 x 2 metros. 18 de septiembre. La fundación Televisa lo contrata para que pinte 100 telas. Entregó 117 (26 de estos óleos se encontraban en la Dirección General de Televisa, y a Consecuencia del terremoto de 1985, se destruyeron).
1975- mayo. Dona al Museo de Arte Moderno de la Ciudad de México Tacubaya: la muerte de Libélula. Expone en The B. Lewin Galleries, Beverly Hills, California, EUA Expone en The B. Lewin Galleries, Palm Springs, California, EUA Diciembre. Figura como invitado de Honor en " An Evening the Stars", donde se le Entrega una placa. 
1976 -Inés Amor. Directora de la Galería de Arte Mexicano, se encontraba enferma, razón por la cual le era cada vez más difícil atender la Galería, lo que provocó un alejamiento entre Rafael y la Galería de Arte Mexicano Enero. Entra en pláticas con Enrique Beraha y Alberto Misrachi, y a partir de esta fecha Pasa a ser pintor exclusivo en México de la Galería Misrachi, S.A. Pasa a ser pintor exclusivo en México de la Galería Misrachi, S.A. 12 de mayo. 
1977	- 19 de febrero. Junio-julio "exposición colectiva "Recent Latín American Drawigs (1969- 1976) Lines of vision", auspiciada por the International Exhibition Fundation, Nueva York Exposición itinerante en las siguientes ciudades: Nueva York; Miami; Little Rock, Arkansas Austin, Texas; Oklahoma; Manila; Ontario; Indianápolis, Indiana; Achorage y Utika. Participó con la Obra Five Figures Piece.
1978	 -23 de mayo. Homenaje a Pedro Coronel y Rafael Coronel en Zacatecas, Zacatecas; Organizado por el Gobierno y la Universidad Festejos de la IX Feria Nacional. "La UAZ Francisco García Salinas, tiene a bien declarar al Sr. Rafael Coronel Arroyo Alumno Distinguido. 
1987 -20 de abril. Participa en la exposición colectiva "México Arte Contemporáneo" En el ITESM campus estado de México.
1988 -22 de octubre - 4 de diciembre. Muestra individual "II mondo mágico di coronel" en Chiesa di San stae, organizada por el Assessorato alla cultura Del comune di Venecia. Exposición Colectiva "primer Festival Deportivo y Cultural Rodrigo Gómez" en el Banco de México.
1990	 -Enero - Julio. En compañía de su ayudante José Antonio Cruz se traslada a la Ciudad de Zacatecas, para colaborar con Alfonso Soto Soria y su equipo en el Montaje del Museo Rafael Coronel. 5 de julio. El expresidente Carlos Salinas de Gortari y el entonces gobernador Genaro Borrego Estrada, inauguraran en el Convento de San Francisco"Museo Rafael Coronel". Que entonces se integró con 5 mil máscaras mexicana 400 piezas prehispánicas, 1500 piezas de cerámica colonial, 200 títeres de la Compañía Rosete Aranda y 100 dibujos de Diego Rivera. 9 de julio. Exposición colectiva "Tres Décadas de Expresión Plástica" en el Museo Universitario de Ciencias y Artes. UNAM. Agosto. Regresa a Cuernavaca.
1991	- 9 de mayo. Exposición retrospectiva en el Mezanine de la Torre de Petróleos Mexicanos con motivo de la presentación del libro Rafael Coronel, editado por PEMEX. Exposición retrospectiva "Rafael Coronel Pintor" en la Galería Tonalli del Conjunto Cultural Hollín Yoliztli.
1992	- Exposición retrospectiva y parte de su colección titulada "Rafael Coronel Tesoros Mestizos". Presentada en el Tecnológico de Monterrey, CampusEstado de México.
1993	 -Exposición retrospectiva en The B. Lewin Galleries, palm Springs, California, En The Palm Springs Desert Museum se presenta "The Edith and B. Lewin Collection". En donde Coronel participa con una veintena de obras, entre Las que se encuentran Tiempo y Vendedor de antigüedades.
1994	- 14 de febrero - 29 de abril. Exposición retrospectiva "17 obras de Rafael Coronel", en el Aeropuerto Internacional "Benito Juárez" de la Ciudad de México. 7 de junio. Miembro de la Academia de Artes. Exposición retrospectiva presentada en el Presidencia de la República.
1996- 13 de diciembre. Se le otorga la "Condecoración Zacatecas 240" por parte Del Gobierno del Estado. El consejo Nacional para la Cultura y las Artes, a través de la Coordinación Nacional de Descentralización, organiza la muestra retrospectiva titulada "Rafael Coronel Obra sobre Papel", integrada por 67 piezas, entre ellas Perro, La muerte y Autorretrato en Nueva York, la cual intinera por todos Los estados de la República durante tres años, entre otros sitios: agosto. Exposición retrospectiva "Rafael Coronel". Los años Zacatecanos.
1997- Abril. Exposición colectiva "la colección Bernard y Edith Lewin del Museo de Arte del Condado de los Ángeles". Palacio de Bellas Artes, Ciudad de México. Coronel presentó Mi abuela, entre otras obras.